# 핵겨울
핵겨울(Nuclear winter)은 칼 세이건 등에 의해 제창된 현상으로, 핵전쟁으로 지구에 대규모 환경변화가 발생하여 인위적으로 빙하기가 발생하는 현상을 말한다.
이 현상은 핵무기의 사용에 의한 폭발 자체와 거기에 동반되는 광범위한 화재에 의해 공중으로 떠오른 재와 연기 등의 에어로졸에 의해 태양광이 가려진 결과 발생한다.
대기 투명도 저하로 인해 태양광이 극단적으로 차단되기 때문에, 해양의 식물성 플랑크톤을 포함한 식물이 광합성을 할 수 없게되고, 식물을 섭취하는 동물도 굶어죽게된다. 또한 기온도 급격히 떨어질 것으로 예상되는 등, 인간이 생존할 수 없을 정도로 지구 환경이 악화될 것으로 여겨진다.
덧붙여서 방사성 낙진에 의한 최기성의 문제도 있어, 일단 핵전쟁이 발발하면 전 세계적인 피해가 우려되므로, 핵무기의 위험성을 논할 때 종종 인용된다.

## 유래
칼 세이건(Carl Sagan)과 공동저자의 머리글자를 따서 TTAPS(Turco·Toon·Ackerman·Pollaok·Sagan)이론이라는 이름의 보고서로 1983년에 제창되었다. 리처드 터코, 오웬 툰, 토마스 애커먼, 제임스 폴락, 칼 세이건이 연구했다.
이 이론에서는 전면적인 핵전쟁이 일어날 경우, 세계 각지에서 대규모 화재가 발생하여 수백만톤 규모의 에어로졸이 대기중에 방출되고, 이것이 몇 개월에 걸쳐 지구 전체를 덮어 태양광을 차단하게 된다. 이 때 식물이 사멸하고 기후의 급격한 변화가 일어나 지구 전역에 걸친 생태계의 치명적인 파괴와 문명의 붕괴가 일어날 것을 예측하고있다.
이 이론은 당시의 여론에서 도시 화재 시 발생하는 매연의 양을 비관적으로 예측하는 등 핵 피해를 과대평가한다고 여겨지면서도, 핵무기에 의한 대규모 파괴와 대량학살은 피할 수 없을 것으로 여겨져, 일어날 수도 있다는 수준으로 나중에 종종 인용되게 되었다.

## 피해예측
핵폭발에 의한 에어로졸은 대도시의 화재에 의해 발생하는 상승기류를 타고 성층권까지 도달, 제트기류에 의해 전 세계로 확산된다. 예를 들어 유럽에서 핵전쟁이 발발하면 그 피해는 아시아와 미국에까지 미치게 된다. 하물며 이 이론이 제창된 냉전 말기에 미국과 소련이 서로 핵무기로 공격하는 사태에 이르게 되면 확실히 전 세계적인 환경파괴가 일어난다고 생각되었다.
현재까지는 핵무기가 난무하는 전쟁은 발생하지 않았기 때문에 이 이론에 대한 컴퓨터 시뮬레이션의 예측값을 볼 수밖에 없다. 그러나 체르노빌 원자력 발전소에서 발생한 폭발사고는 소련의 사고인데도 유럽의 농산물에서 방사성 낙진에 의한 것으로 여겨지는 방사선이 검출되는 등의 광범위한 피해가 관측되었다. 하지만 체르노빌 등의 원자력 발전소 사고의 경우는 원자력 발전소의 폭발사고로서 이 경우 유출되는 방사능의 양은 핵폭발시 발생하는 방사능의 양과 다르다. 핵폭발시 발생하는 방사능의 양은 원자력 발전소 폭발사고 등에서 발생하는 방사능의 양보다 현저히 적으며 원자력 발전소 사고에 비해 훨씬 빠르게 자연상태로 복구가 가능하므로(그 예로써 2차 세계대전 말기 미국의 원자폭탄 투하의 대상이 됐던 일본의 히로시마, 나가사키가 있다) 원자력 발전소 사고와 핵폭발의 방사능 피해를 비교하는 건 한계가 있다.
대규모 화산폭발에 의해 대기중으로 방출된 화산재가 제트기류를 타고 넓은 범위에서 극단적인 노을을 만들어내는 등, 이러한 관측결과를 포함하여 핵겨울이 발생할 것이라는 예상은 다양한 방면에서 주장되고있다. 이 화산폭발에 의한 현상으로는 1991년에 필리핀의 피나투보산이 분화한 사례가 유명하다.
에어로졸에 의한 태양광 차단과 그에 따른 위기는 K-T 대멸종이 꼽힌다.

## 실험
1983년 미국의 리처드 터코, 오웬 툰, 토마스 애커먼, 제임스 폴락, 칼 세이건은 미국과 소련이 핵전쟁을 벌일 경우, 전세계에 핵겨울이 발생해 인류의 90%가 굶어죽는다는 연구결과를 발표했다.
2006년 미국 콜로라도 대학교 등 4개 대학 연구진이 핵겨울 실험을 했다. 콜로라도 주립대학의 오언 툰 교수는 "히로시마에 떨어졌던 리틀 보이와 같은 규모인 TNT 15킬로 톤 정도의 폭탄 100개가 아시아 지역에서 폭발했다는 가정하에 컴퓨터 시뮬레이션 실험을 한 결과 이때 발생하는 먼지가 태양을 가려 세계 전역의 기온이 떨어지면서 기상이변이 생겨날 수 있다는 실험보고가 나왔다"고 밝혔다.
2014년 미국 국립대기연구센터(en:National Center for Atmospheric Research)는 인도와 파키스탄이 히로시마 원폭 리틀 보이 수준의 핵폭탄 50개를 상호발사해, 100개를 서로 터뜨리는 핵전쟁을 가정한 모의실험을 했다. 핵폭발로 550만t의 검은 재가 대기를 뒤덮으면서 전 지구적인 핵겨울이 25년간 발생해 전세계 인류가 굶어죽는 결과가 나왔다. 리틀 보이는 TNT 15 kt 폭발력이며, 100개면 1.5 Mt 폭발력이다.
인도와 파키스탄은 핵보유국 중에서 가장 약체로 평가되고 있다. 그래서 핵겨울 이론가들은 이 두 국가의 핵전쟁을 모델로 핵겨울을 연구한다. 양국이 150 kt 수소폭탄 5발씩을 상호발사한 경우의 시뮬레이션이다. 미국 토마호크 미사일이 150 kt 수소폭탄을 탑재한다.

## 같이 보기
- 핵무기
- 핵실험